# Сказання про хороброго Хочбара
«Сказання про хороброго Хочбара» — радянський телевізійний художній фільм 1986 року, знятий на кіностудії «Ленфільм», історико-романтична драма за поемою Расула Гамзатова «Сказання про Хочбара, уздена з аулу Гідатль, про казі-кумухського хана, про хунзахського нуцала і його дочку Саадат».

## Сюжет
Історія розповідається мандрівником-європейцем на ім'я Дон Ребо, який знаходився під час описуваних подій в Аварістані. Горець Хочбар живе в аулі Хотода, який залишився єдиним вільним аулом, який не підкоряється хунзахському нуцалу. Одного разу хунзахський загін нападає на Хотоду, причому син нуцала вбиває собаку Хочбара і забирає його папаху. Повернувшись в аул, Хочбар вирішує помститися: він і його товариші роблять набіг на Хунзах і викрадають дочку нуцала Саадат. Вона посватана з сином казі-кумухського хана, однак, щоб не зізнаватися у тому, що дочка викрадена, нуцал вирішує розірвати заручини ціною втрати дружби з ханом. Хочбар ставить умови, на яких він згоден повернути Саадат, і нуцалу доводиться погодитися. Саадат повертається в Хунзах, і її сватають вже за сина кумикського шамхала. Проте по дорозі на рівнину весільний поїзд легко можуть захопити люди хана. Нуцал в замішанні, і тут перед ним з'являється Хочбар і пропонує свої послуги: він доставить наречену нареченому, але нуцал повинен назавжди залишити в спокої Хотоду. Нуцал дає клятву. Хочбар їде з нареченою і її служницями через гори, потрапляючи в полон до хана. Там він змагається в боротьбі з сином хана Мусалавом і перемагає його. Розлучившись з ханом і його сином мирно, Хочбар доводить Саадат до рівнини. Несподівано Саадат зізнається Хочбару в любові і просить взяти її за дружину або служниці, але Хочбар не хоче порушити даного ним слова. Після весілля Хочбар повертається в аул. Незабаром нуцал запрошує його в Хунзах, куди приїхали Саадат з чоловіком Уланом. Коли Хочбар прибуває, його хапають і готуються спалити в ямі з вогнем. Перед смертю Хочбар знову бачить Саадат і намагається танцювати для молодят. Потім він хапає сина нуцала і кидається в огонь разом з ним. Саадат тікає і зривається в прірву над річкою.

## У ролях
- Костянтин Бутаєв — Хочбар
- Абдурашид Максудов — Нуцал
- Ірина Логунович — Саадат
- Баганд Магомедов — Башир
- Данило Подольський — Кікав-Омар
- Мухтарбек Кантемиров — Магома
- Магомед Халілов — Науш
- Вітаутас Паукште — Дон Ребо
- Юнус Юсупов — Лекав
- Абдулкерім Керімов — Гула
- Равшан Касімов — Улан
- Сулейман Умалаєв — хан Казикумухський
- Шаміль Гаджиєв — Мусалав
- Анатолій Сливников — полковник

## Знімальна група
- Режисери: Асхаб Абакаров, Михайло Ордовський
- Сценарій:  Світлана Кармаліта,  Олексій Герман
- Художній керівник:  Олексій Герман
- Оператори-постановники: Олег Куховаренко, Микола Покопцев
- Художник-постановник:  Валерій Юркевич
- Композитор: Ширвані Чалаєв
- Звукорежисер: Михайло Вікторов
- Директор картини: Ігор Колобов